# Vollersode
Vollersode est une commune allemande de l'arrondissement d'Osterholz, Land de Basse-Saxe.

## Géographie
Vollersode se situe dans la plaine d'Allemagne du Nord. Le paysage principal est celui de la geest de Wesermünde après le passage d'une moraine terminale glaciaire qui créa le Teufelsmoor. Les villages de Vollersode, Wallhöfen, Giehle et Giehlermühlen se trouvent dans la geest à une altitude de 20 m à 30 m. Les autres, plus anciens, sont dans les marais à 5 m. La commune est traversée par le Giehler Bach qui rencontre le canal de l'Oste à la Hamme et se jette dans la Hamme.
| Holste    |                      | Gnarrenburg |
| Hambergen | Vollersode           | Worpswede   |
|           | Osterholz-Scharmbeck |             |

La commune est composée de neuf quartiers : Wallhöfen, Giehle, Giehlermühlen, Ahrensdorf, Giehlermoor, Bornreihe, Friedensheim, Verlüßmoor, Swanemoor.
La commune se trouve sur la Bundesstraße 74 entre Brême et Stade.

## Histoire
On mentionne pour la première fois en 1185 le nom de "Valdersha". Ce nom vient d'un puits comme on le voit dans le blason, ou bien alors d'une fontaine.
La tombe campaniforme de Wallhöfen se trouve sur les hauteurs du geest de Teufelsmoor.
La commune moderne de Vollersode est née de la réforme administrative en 1974 par la réunion des communes de Hambergen, Axstedt, Holste und Lübberstedt.

## Source de la traduction
- (de) Cet article est partiellement ou en totalité issu de l’article de Wikipédia en allemand intitulé « Vollersode » (voir la liste des auteurs).